# Fortnite
Fortnite es un videojuego del año 2017 desarrollado por la empresa Epic Games lanzado como diferentes paquetes de software, que presentan seis modos de juego diferentes, pero que comparten el mismo motor de juego y mecánicas. Fue anunciado en los premios Spike Video Game Awards en 2011.
Los modos de juego publicados en 2017 incluyen Fortnite: Battle Royale, un juego gratuito donde hasta cien jugadores luchan en una isla con armas y materiales de construcción que se van encontrando a lo largo de la partida, el último en quedar vivo es el ganador, y mientras transcurre la partida el mapa se hace más pequeño debido a la tormenta, y Fortnite: Salvar el mundo, un juego cooperativo y de pago de hasta cuatro jugadores que consiste en luchar contra criaturas parecidas a zombis, utilizando objetos, mejoras y fortificaciones. 
También existe el Modo Creativo donde los jugadores pueden crear sus propias islas y jugar a las de los otros jugadores. 
Ambos modos de juego se lanzaron en 2017 (excepto el modo creativo, que se lanzó en 2018) como títulos de acceso anticipado. Salvar el Mundo está disponible solo para Windows, macOS, PlayStation 4 y Xbox One, mientras que Battle Royale ha sido publicado también para Nintendo Switch, dispositivos iOS y Android, así como en PlayStation 5 y Xbox Series X|S.

## Modos de juego
Actualmente, Fortnite se divide en tres modos de juego, aunque cada modo utiliza el mismo motor y tiene gráficos, recursos artísticos y mecánicas de juego muy similares. 
Los dos modos de juego principales están configurados para ser títulos gratuitos, aunque actualmente 'Salvar el mundo' está en un acceso anticipado y requiere ser comprado. Ambos juegos se monetizan mediante el uso de V-Bucks (PaVos o Monedas V en español), la moneda del juego que también se puede ganar solo a través de Salvar el mundo. Los V-Bucks en Salvar el mundo se pueden usar para comprar piñatas con forma de llamas para obtener una selección aleatoria de artículos. En Battle Royale, los V-Bucks se pueden usar para comprar artículos estéticos como modelos de personajes o similares, o también se puede usar para comprar el pase de batalla, una progresión escalonada de recompensas de personalización para ganar experiencia y completar ciertos objetivos durante el juego, en el curso de una temporada de Battle Royale.

### Salvar el mundo
Está diseñado como un juego de jugador contra entorno, con cuatro jugadores que cooperan para alcanzar un objetivo común en varias misiones. El juego se desarrolla después de que una tormenta mortal aparece en toda la Tierra, provocando que el 98% de la población desaparezca y los sobrevivientes sean atacados por cáscaras similares a zombis. Los jugadores asumen el papel de comandantes de refugios tipo base, recogen recursos, salvan sobrevivientes y defienden equipos que ayudan a recopilar datos sobre la tormenta o a hacer retroceder la tormenta. Desde las misiones, los jugadores reciben una serie de elementos en el juego, que incluyen personajes tipo héroe, esquemas de armas y trampas y sobrevivientes, todos los cuales pueden ser nivelados a través de la experiencia adquirida para mejorar sus atributos.

### Battle Royale

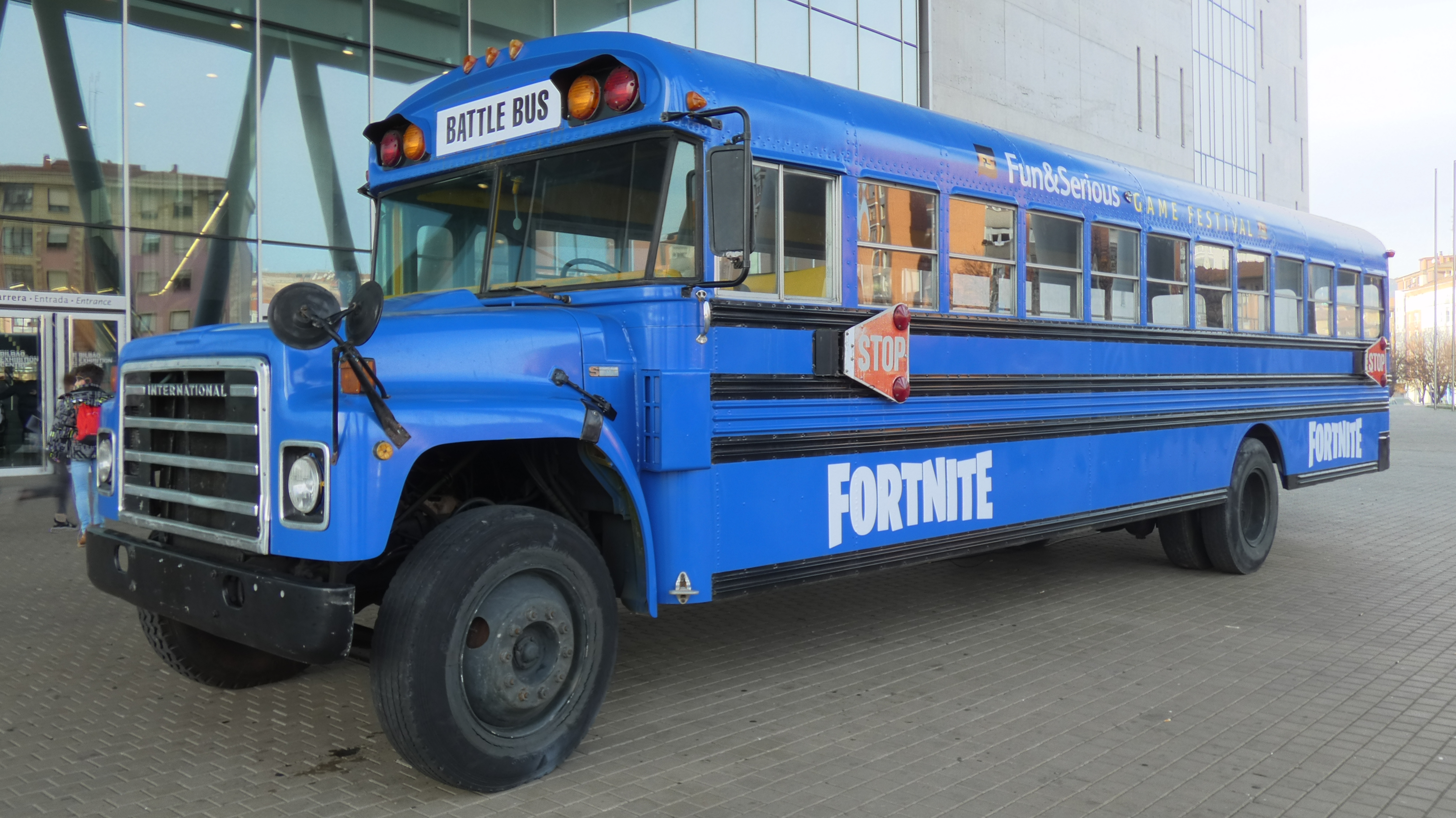
El bus de batalla.

Es un juego de tipo batalla real en el que compiten hasta cien jugadores en solitario, dúos, tríos o escuadrones. Los jugadores saltan de un autobús que cruza el mapa en el momento que deseen, y empiezan sin armas. Cuando aterrizan, deben buscar armas, objetos útiles y recursos, evitando que los maten mientras atacan a otros jugadores. La acción se divide en rondas con una duración determinada. Al acabar cada ronda, el área segura del mapa (la zona) se reduce en tamaño debido a una tormenta en ciernes; los jugadores que están fuera de esa área segura (la zona) reciben daño y pueden morir a causa de ella. Esto obliga a los jugadores a estar en espacios cada vez más cerrados y fomenta los combates entre jugadores. El último jugador o escuadrón vivo es el ganador de la partida.
Durante el Capítulo 3 se estrenó un modo de juego denominado Cero Construcción, el cual tiene el mismo funcionamiento que el modo de juego Battle Royale, pero los jugadores no pueden construir estructuras.

### Modo creativo
Es un modo en el cual el jugador puede construir su propia isla con amigos de la forma en la que ellos deseen. En este modo hay estructuras predeterminadas para facilitar el trabajo de la construcción además de piezas adicionales solo disponibles en ese modo de juego.
Estos modos de juego le dan la posibilidad al jugador de usar un pico para derribar estructuras existentes en el mapa para recolectar recursos básicos (madera, ladrillo y metal), a partir de los cuales pueden construir piezas de fortificación, como paredes, escaleras, suelos y conos. Tales piezas de fortificación se pueden editar para incluir otras características, como ventanas o puertas. Los materiales utilizados tienen diferentes propiedades de durabilidad y se pueden actualizar a variantes más fuertes utilizando más materiales del mismo tipo.
En septiembre del 2021 se cambió el menú del juego por uno llamado "descubrir" para impulsar las creaciones.

## Desarrollo

### Fortnite: Salvar el mundo
Fortnite comenzó como un game jam en Epic Games tras la publicación de Gears of War 3 en torno al 2011. Aunque no fue uno de los primeros títulos desarrollados durante el jam, surgió el concepto de fusionar el género de juegos de construcción, representando videojuegos como Minecraft y Terraria, y videojuegos de disparos, llevando a la creación de Fortnite. El desarrollo de Fortnite se desaceleró debido a varios problemas, incluido el cambio del Unreal Engine 3 al Unreal Engine 4, un enfoque más profundo al juego de rol para extender la vida del videojuego, y un cambio de estilo de arte de un tema oscuro a un estilo más caricaturesco. Además, Epic buscaba entrar en los juegos con modelo de servicio, y trajo a la editorial china Tencent para ayudar; Tencent tuvo una gran participación en Epic, lo que llevó a la salida de varios ejecutivos, entre ellos Cliff Bleszinski, que fue parte clave del desarrollo de Fortnite. El enfoque de Fortnite fue cambiado para ser un banco de pruebas de Epic para juegos de servicio, y se redujo aún más el desarrollo.
Finalmente, Epic pudo prepararse para lanzar Fortnite como un título de pago para acceso anticipado en julio de 2017, con planes de lanzarlo de forma gratuita en algún momento del año 2019 mientras se obtiene feedback de los jugadores para mejorar el videojuego. Con el lanzamiento de Fortnite: Battle Royale, el modo jugador contra entorno se distinguió como "Salvar el Mundo".

### Fortnite: Battle Royale
Casi al mismo tiempo que Epic lanzó Fortnite con un acceso anticipado, PlayerUnknown's Battlegrounds se convirtió en un fenómeno mundial, vendiendo más de 5 millones de copias tres meses después de su lanzamiento en marzo de 2017 y despertando un gran interés en los juegos de tipo Battle Royale. Epic reconoció que con el juego base de Fortnite, también podían hacer un modo Battle Royale, y rápidamente desarrollaron su propia versión sobre Fortnite en aproximadamente dos meses. En septiembre de 2017, Epic estaba listo para lanzar este juego como un segundo modo distinto de Salvar el Mundo en un acceso anterior de pago, pero luego decidió lanzarlo como un juego gratuito, titulado Fortnite: Battle Royale, el cual es compatible con microtransacciones. Esta versión ganó una gran cantidad de usuarios, con más de 10 millones en las primeras dos semanas de lanzamiento, y ya había llegado a unos 45 millones de jugadores en marzo del año 2018. Epic creó equipos separados para continuar el desarrollo de Fortnite: Battle Royale separado del modo Salvar el mundo. Esto permitió que Fortnite Battle Royale se expandiera a otras plataformas que de lo contrario no serían compatibles con el modo Salvar al mundo, incluidos los dispositivos móviles iOS, Android y Nintendo Switch.

## Recepción
Como ambos modos de Fortnite se encuentran en accesos anticipados, los periodistas aún tienen que proporcionar revisiones exhaustivas de éstos.
El modo Salvar el mundo logró más de un millón de jugadores en agosto del año 2017, justo antes del lanzamiento de Battle Royale.
Fortnite: Battle Royale, por otro lado, se convirtió en un significativo éxito financiero para Epic Games, lo que los llevó a separar los equipos de Salvar el mundo y Battle Royale para proporcionar un mejor soporte para ambos modos. A las dos semanas de su publicación, más de 10 millones de jugadores habían jugado el modo Salvar el mundo, y en junio de 2018, justo después de su lanzamiento en Nintendo Switch, la cifra había alcanzado los 125 millones de jugadores. Los ingresos de Fortnite Battle Royale durante la primera mitad de 2018 se habían estimado en cientos de millones de dólares por mes.

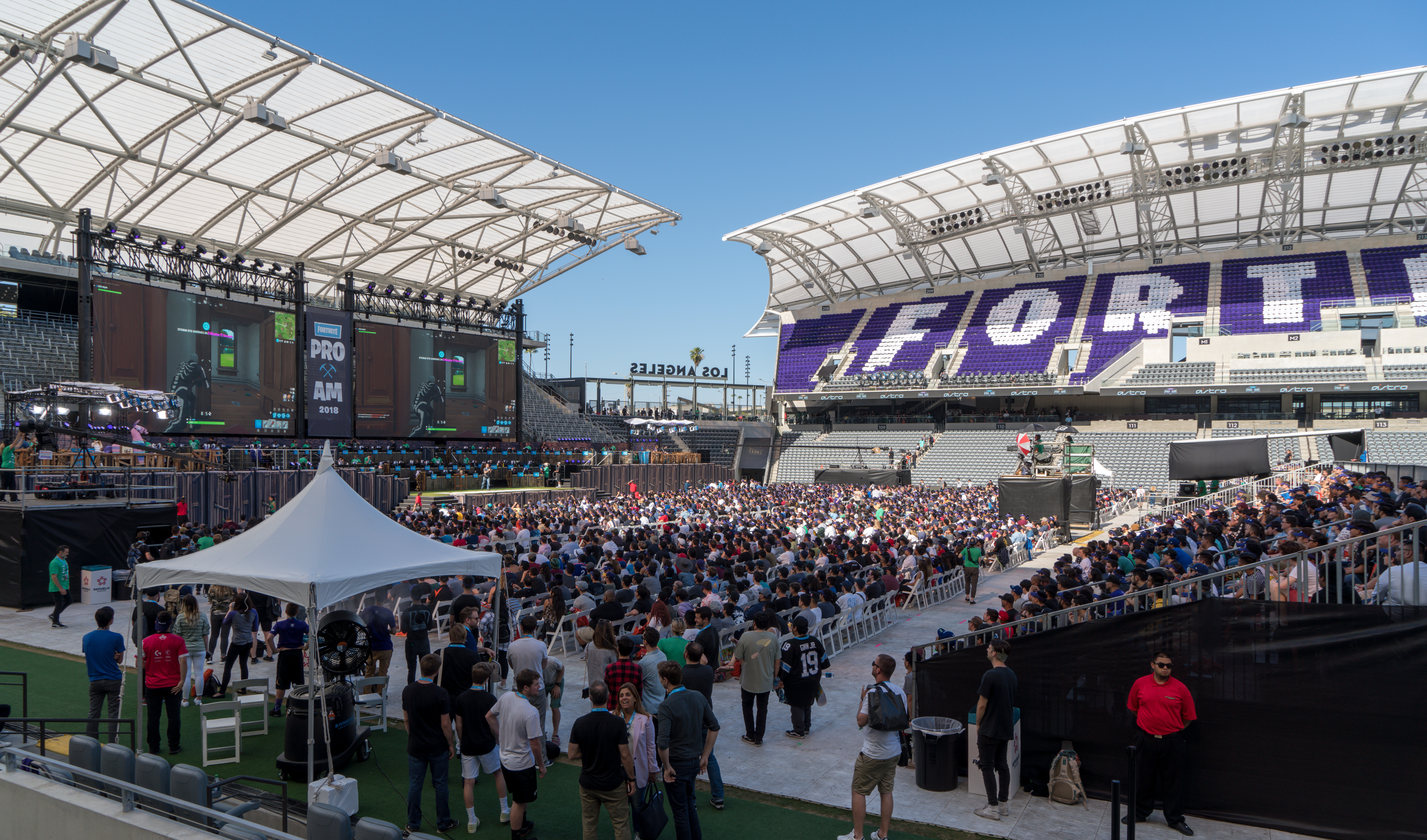
El evento "Fortnite Pro-Am" en la E3 de 2018.

Fortnite Battle Royale también se ha convertido en un fenómeno cultural en línea, con varias celebridades que informan que lo juegan, y atletas que usan los gestos de Fortnite como celebraciones de victoria. Un evento de transmisión notable en marzo de 2018, con el locutor Tyler "Ninja" Blevins jugando Fortnite Battle Royale junto a Drake, Travis Scott, Kim DotCom y el receptor de los Pittsburgh Steelers JuJu Smith-Schuster, rompió los récords de audiencia de Twitch de aquel momento, y llevó a Epic a organizar una competición entre profesionales y aficionados de Fortnite Battle Royale con cincuenta parejas de locutores y jugadores profesionales combinados con celebridades en la Electronic Entertainment Expo 2018, en junio de 2018. Epic Games anunció que está trabajando para desarrollar competiciones organizadas de deportes electrónicos alrededor de Fortnite: Battle Royale, incluyendo una Copa Mundial de Fortnite realizada en el año 2019.
También ha habido una creciente preocupación por Fortnite Battle Royale y su influencia en los niños pequeños, enfatizado con el lanzamiento del cliente móvil; padres y maestros temen que el juego distraiga a los estudiantes del trabajo escolar.

## Premios y nominaciones
| Año  | Premio                                      | Categoría                                                                          | Resultado | Ref.                 |
| ---- | ------------------------------------------- | ---------------------------------------------------------------------------------- | --------- | -------------------- |
| 2017 | The Game Awards 2017                        | Mejor multijugador                                                                 | Nominado  | [ 34 ] [ 35 ]        |
| 2017 | PC Gamer                                    | Mejor juego cooperativo                                                            | Nominado  | [ 36 ]               |
| 2017 | IGN                                         | Mejor juego de espectador                                                          | Nominado  | [ 37 ]               |
| 2018 | 16th Visual Effects Society Awards          | Efectos visuales sobresalientes en un proyecto en tiempo real (A Hard Day's Night) | Nominado  | [ 38 ] [ 39 ]        |
| 2018 | D.I.C.E. Awards                             | Logro sobresaliente en juego en línea                                              | Nominado  | [ 40 ] [ 41 ]        |
| 2018 | SXSW Gaming Awards                          | Excelencia en multijugador                                                         | Nominado  | [ 42 ] [ 43 ]        |
| 2018 | SXSW Gaming Awards                          | Excelencia en jugabilidad                                                          | Nominado  | [ 42 ] [ 43 ]        |
| 2018 | 14th British Academy Games Awards           | Mejor juego en evolución                                                           | Nominado  | [ 44 ] [ 45 ]        |
| 2018 | 14th British Academy Games Awards           | Mejor multijugador                                                                 | Nominado  | [ 44 ] [ 45 ]        |
| 2018 | 2018 Webby Awards                           | Premio People's Voice al mejor modo multijugador/juego competitivo                 | Ganador   | [ 46 ]               |
| 2018 | Game Critics Awards 2018                    | Mejor juego en curso                                                               | Ganador   | [ 47 ] [ 48 ]        |
| 2018 | Teen Choice Awards 2018                     | Juego de elección                                                                  | Ganador   | [ 49 ] [ 50 ]        |
| 2018 | Develop Awards                              | Mejor Animación                                                                    | Nominado  | [ 51 ] [ 52 ]        |
| 2018 | Premios para adolescentes de la BBC Radio 1 | Mejor juego ( Fortnite Battle Royale )                                             | Ganador   | [ 53 ]               |
| 2018 | Premios Golden Joystick 2018                | Mejor juego competitivo                                                            | Ganador   | [ 54 ] [ 55 ] [ 56 ] |
| 2018 | Premios Golden Joystick 2018                | Juego móvil del año                                                                | Nominado  | [ 54 ] [ 55 ] [ 56 ] |
| 2018 | Premios Golden Joystick 2018                | Juego definitivo del año                                                           | Ganador   | [ 54 ] [ 55 ] [ 56 ] |
| 2018 | The Game Awards 2018                        | Mejor juego multijugador                                                           | Ganador   | [ 57 ] [ 58 ]        |
| 2018 | The Game Awards 2018                        | Mejor juego móvil                                                                  | Nominado  | [ 57 ] [ 58 ]        |
| 2018 | The Game Awards 2018                        | Mejor juego en curso                                                               | Ganador   | [ 57 ] [ 58 ]        |
| 2018 | The Game Awards 2018                        | Mejor juego de Deportes                                                            | Nominado  | [ 57 ] [ 58 ]        |
| 2018 | Gamers' Choice Awards                       | Juego preferido de los fans                                                        | Ganador   | [ 59 ]               |
| 2018 | Gamers' Choice Awards                       | Juego multijugador preferido de los fans                                           | Ganador   | [ 59 ]               |
| 2018 | Gamers' Choice Awards                       | Juego de deportes electrónicos preferido de los fans                               | Ganador   | [ 59 ]               |
| 2018 | Gamers' Choice Awards                       | Juego Battle Royale preferido de los fans                                          | Ganador   | [ 59 ]               |
| 2018 | Gamers' Choice Awards                       | Formato de liga de deportes preferido de los fans (escaramuzas de la comunidad)    | Ganador   | [ 59 ]               |
| 2019 | D.I.C.E. Awards                             | Juego en línea del año                                                             | Ganador   | [ 60 ] [ 61 ]        |
| 2019 | 15th British Academy Games Awards           | Juego en evolución                                                                 | Ganador   | [ 62 ] [ 63 ]        |
| 2019 | 15th British Academy Games Awards           | Juego móvil del año                                                                | Nominado  | [ 62 ] [ 63 ]        |
| 2019 | Premios Famitsu                             | Premio a la Excelencia                                                             | Ganador   | [ 64 ]               |
| 2019 | Premios Webby 2019                          | Mejor juego multijugador/competitivo                                               | Ganador   | [ 65 ]               |
| 2019 | Game Critics Awards 2019                    | Mejor juego en curso                                                               | Nominado  | [ 66 ]               |
| 2019 | Premios Golden Joystick 2019                | Todavía jugando                                                                    | Nominado  | [ 67 ] [ 68 ]        |
| 2019 | Premios Golden Joystick 2019                | Juego de deportes electrónicos del año                                             | Ganador   | [ 67 ] [ 68 ]        |
| 2019 | The Game Awards 2019                        | Mejor juego en curso                                                               | Ganador   | [ 69 ] [ 70 ]        |
| 2019 | The Game Awards 2019                        | Mejor apoyo comunitario                                                            | Nominado  | [ 69 ] [ 70 ]        |
| 2019 | The Game Awards 2019                        | Mejor juego de deportes electrónicos                                               | Nominado  | [ 69 ] [ 70 ]        |
| 2019 | The Game Awards 2019                        | Mejor acontecimiento de deportes electrónicos (Fortnite World Cup)                 | Nominado  | [ 69 ] [ 70 ]        |
| 2020 | The Game Awards 2020                        | Mejor juego como servicio                                                          | Nominado  | [ 71 ] [ 72 ]        |
| 2020 | The Game Awards 2020                        | Mejor soporte a la comunidad                                                       | Nominado  | [ 71 ] [ 72 ]        |
| 2020 | The Game Awards 2020                        | Mejor juego de eSports del año                                                     | Nominado  | [ 71 ] [ 72 ]        |
| 2020 | 16th British Academy Games Awards           | Juego en evolución                                                                 | Nominado  | [ 73 ] [ 74 ]        |
| 2020 | Premio Kids' Choice 2020                    | Videojuego preferido                                                               | Nominado  | [ 75 ]               |
| 2021 | Premios Kids' Choice 2021                   | Videojuego preferido                                                               | Nominado  | [ 76 ]               |
| 2025 | Premios Kids' Choice 2025                   | Videojuego favorito                                                                | Nominado  | [ 77 ]               |

## Polémicas y penalidades
De acuerdo a la BBC, según una investigación de divorceonline.co.uk en el año 2018 al menos 200 casos de divorcio mencionaron la adicción a Fortnite (y otros juegos en línea) como una de las razones de la ruptura de la relación.
   

Fortnite ha sido usado como ejemplo claro de las consecuencias que pueden generarse en la formación de un joven por un uso inadecuado de los videojuegos. En su libro La generación ansiosa, el psicólogo social Jonathan Haidt describe así el caso de un niño con autismo leve cuyo padre narró:   
"cuando empezó a jugar a Fortnite durante largos períodos, su conducta comenzó a cambiar. «Fue entonces cuando afloró toda la depresión, la rabia y la pereza. Fue entonces cuando empezó a gritarnos», me dijo el padre. Ante el repentino cambio de comportamiento de James, él y su mujer le quitaron todos sus dispositivos electrónicos. Cuando lo hicieron, James mostró síntomas de abstinencia, como la irritabilidad y la agresividad, y se negó a salir de su habitación".
Algunas personas que se reconocen a sí mismas como adictas a los videojuegos comparten abiertamente sus experiencias con Fornite para precaución de futuros jugadores. En una sesión frente a una comisión del Parlamento británico, un joven llamado James Wood admitió haber jugado más de 32 horas seguidas.
Poco antes de la celebración de los Gaming Bafta Awards de abril de 2019, el Príncipe Enrique pidió que el juego fuera prohibido:   
"Ese juego no debería estar permitido. ¿Qué beneficio tiene tenerlo en tu casa?
"Está creado para crear adicción, una adicción para mantenerte frente a una computadora durante el mayor tiempo posible. Es muy irresponsable.
"Es como esperar a que se produzca el daño y que los niños aparezcan en tu puerta y las familias se desintegren".  
En materia judicial, en diciembre del 2019 Epic Games recibió en Canadá una demanda de acción colectiva por resultar "intencionalmente adictivo", dentro del marco de clasificación de la Organización Mundial de la Salud para "adicción a los videojuegos como una enfermedad". El juez del Tribunal Superior de Quebec Sylvain Lussier autorizó la demanda. El tribunal de Quebec rechazó una apelación que Epic Games hizo meses depsués. Las audiencias tuvieron lugar en Montreal el 6 y 7 de julio de 2020.  
En diciembre del 2022 Epic Games fue condenado a pagar una multa de más de US$270 millones por violar la ley de privacidad infantil (Children’s Online Privacy Protection Act (COPPA)) y a cambiar su configuración de privacidad predeterminada. En la misma condena la compañía tuvo que pagar US$240 millones por cuenta de engañar a usuarios para comprar productos sin su consentimiento.  Hasta la fecha, esta fue la mayor multa obtenida en el marco de esa ley. 
A través de un acto administrativo aparte, los abogados señalaron que el juego utilizaba "patrones oscuros para engañar a los jugadores para que hicieran compras no deseadas" y "permitía que los niños acumularan cargos no autorizados sin la participación de los padres". La denuncia alegaba que Epic:
- Utilizaba patrones oscuros para engañar a los usuarios para que hicieran compras: la variedad de patrones de compra utilizados en el juego llevaron a cobros no autorizados del todo por los usuarios. La configuración de botones de Fortnite, contraria a la intuición,  provocó que los jugadores incurrieran en cargos no deseados con solo presionar un botón. Por ejemplo, se podía cobrar a los jugadores mientras intentaban reactivar el juego desde el modo de suspensión, mientras el juego estaba en una pantalla de carga o al presionar un botón adyacente mientras intentaban simplemente obtener una vista previa de un elemento. Estas tácticas generaron cientos de millones de dólares en cargos no autorizados para los consumidores.[85]
- Bloqueado acceso a contenido adquirido: La FTC alegó que Epic bloqueó las cuentas de los clientes que disputaron cargos. Los consumidores cuyas cuentas fueron bloqueadas perdieron el acceso a todo el contenido comprado, que puede ascender a miles de dólares. Incluso cuando Epic aceptó desbloquear una cuenta, se advirtió a los consumidores que podrían ser baneados de por vida si disputaban cargos futuros.[85]

- En febrero del 2025 Epic Games se vio en la obligación de realizar 629,344 pagos por un total de más de $72 millones a jugadores de Fortnite en EE. UU. a quienes cobró por compras no deseadas y presentaron un reclamo válido antes del 8 de octubre de 2024.